# Ormosia pirinensis
Ormosia pirinensis är en tvåvingeart som beskrevs av Jaroslav Stary 1971. Ormosia pirinensis ingår i släktet Ormosia och familjen småharkrankar.
Artens utbredningsområde är Bulgarien. Inga underarter finns listade i Catalogue of Life.